# Aermacchi MB-339
Aermacchi MB-339 je italijansko enomotorno šolsko vojaško letalo/lahki jurišnik, ki je bil razvit kot naslednik MB-326. MB-339 je konvencionalne konfiguracije, ima krilo brez naklona, majhne rezervoarje za na koncih kril, pristajalno podvozje tipa tricikel in tandem sedeža.
Skupno so zgradili čez 230 letal, novejše različice so še vedno v proizvodnji. 

## Specifikacije  (MB-339A)
Podatki iz Jane's All The World's Aircraft 1980–81; Taylor 1980, pp.119–120
Splošne karakteristike
- Posadka: 2
- Dolžina: 10,97 m (36 ft 0 in)
- Razpon kril: 10,86 m (35 ft 7½ in)
- Višina: 3,60 m (11 ft 9¾ in)
- Površina kril: 19,3 m² (208 ft²)
- Aeroprofil: NACA 64A-114 (mod), NACA 64A-212 (mod) na koncih krila
- Teža praznega letala: 3075 kg (6780 lb)
- Naložena teža: 4400 kg (9700 lb)
- Maks. vzletna teža: 5897 kg (13000 lb)
- Pogon letala: 1 × Rolls-Royce Viper Mk. 632 turboreaktivni motor, 4000 lbf (17,8 kN)

 Zmogljivost 
- Neprekoračljiva hitrost: Mach 0,82 (926 km/h, 500 vozlov, 575 mph)
- Maks. hitrost: 898 km/h (485 vozlov, 558 mph) na nivoju morja
- Hitrost porušitve vzgona: 148,5 km/h (80 vozlov, 92,5 mph)
- Doseg: 1760 km (950 nmi, 1093 milj)
- Višina leta: 14630 m (48000 ft)
- Hitrost vzpenjanja: 33,5 m/s (6595 ft/min)
- Obremenitev kril: 228 kg/m² (46,6 lb/ft2)

Oborožitev

- Strelno orožje: Možnonst dveh 7,62mm strojnic ali dva 30mm DEFA topova (MB-339CD)
- Bombe: Do 1.800 kg (4.000 lb) tovora na šestih nosilcih: rakete zrak-zrak AIM-9 Sidewinder ali R.550 Magic, rakete zrak-zemlja AGM-65 Maverick, protiladijska raketa Sea Killer, bomba za uničevanj letalskih stez Matra Durandal, kasetna bomba BAP 100, prostopadajoče letalske bombe, ali nevodljive rakete Zuni ali SNEB